# Холи (Колорадо)
Холи (енгл. Holly) град је у америчкој савезној држави Колорадо.

## Демографија
По попису из 2010. године број становника је 802, што је 246 (-23,5%) становника мање него 2000. године.
| Група             | 2000.       | 2010.       |
| Белци             | 660 (63,0%) | 497 (62,0%) |
| Афроамериканци    | 0 (0,0%)    | 0 (0,0%)    |
| Азијати           | 1 (0,1%)    | 4 (0,5%)    |
| Хиспаноамериканци | 377 (36,0%) | 291 (36,3%) |
| Укупно            | 1.048       | 802         |